# Leichtathletik-Weltmeisterschaften 2017/Teilnehmer (Benin)
| Gelbes Symbol für Goldmedaillen mit stilisierten Olympischen Ringen | Graues Symbol für Silbermedaillen mit stilisierten Olympischen Ringen | Braundes Symbol für Bronzemedaillen mit stilisierten Olympischen Ringen |
| ------------------------------------------------------------------- | --------------------------------------------------------------------- | ----------------------------------------------------------------------- |
| —                                                                   | —                                                                     | —                                                                       |

Von Benin wurden zwei Athletinnen für die Weltmeisterschaften in London nominiert.

## Ergebnisse

### Frauen

#### Laufdisziplinen
| Athletin      | Disziplin | Vorlauf        | Vorlauf | Halbfinale     | Halbfinale | Finale             | Finale             |
| Athletin      | Disziplin | Zeit           | Platz   | Zeit           | Platz      | Zeit               | Platz              |
| ------------- | --------- | -------------- | ------- | -------------- | ---------- | ------------------ | ------------------ |
| Noélie Yarigo | 800 m     | 2:00,99 min SB | 8       | 1:59,74 min SB | 7          | nicht qualifiziert | nicht qualifiziert |

#### Siebenkampf
| Athletin          | Disziplin | 100 m Hürden | Hochsprung | Kugelstoßen | 200 m   | Weitsprung | Speerwurf | 800 m       | Punkte  | Platz |
| ----------------- | --------- | ------------ | ---------- | ----------- | ------- | ---------- | --------- | ----------- | ------- | ----- |
| Odile Ahouanwanou | Ergebnis  | 13,71 s      | 1,74 m     | 14,71 m     | 24,09 s | 5,92 m     | 43,16 m   | 2:27,00 min | 6020 NR | 19    |
| Odile Ahouanwanou | Punkte    | 1020         | 903        | 841         | 972     | 825        | 728       | 731         | 6020 NR | 19    |